# ضفدع شائع
ضفدع شائع (الاسم العلمي: Rana temporaria) (بالإنجليزية: common frog)‏ هو نوع من البرمائيات يتبع جنس الضفدع الحقيقي من فصيلة الضفادع الحقيقية.